# Cleidogona arkansana
Cleidogona arkansana är en mångfotingart som beskrevs av Ottis Robert Causey 1954. Cleidogona arkansana ingår i släktet Cleidogona och familjen Cleidogonidae. Inga underarter finns listade i Catalogue of Life.